# La Esmeralda (balletto)

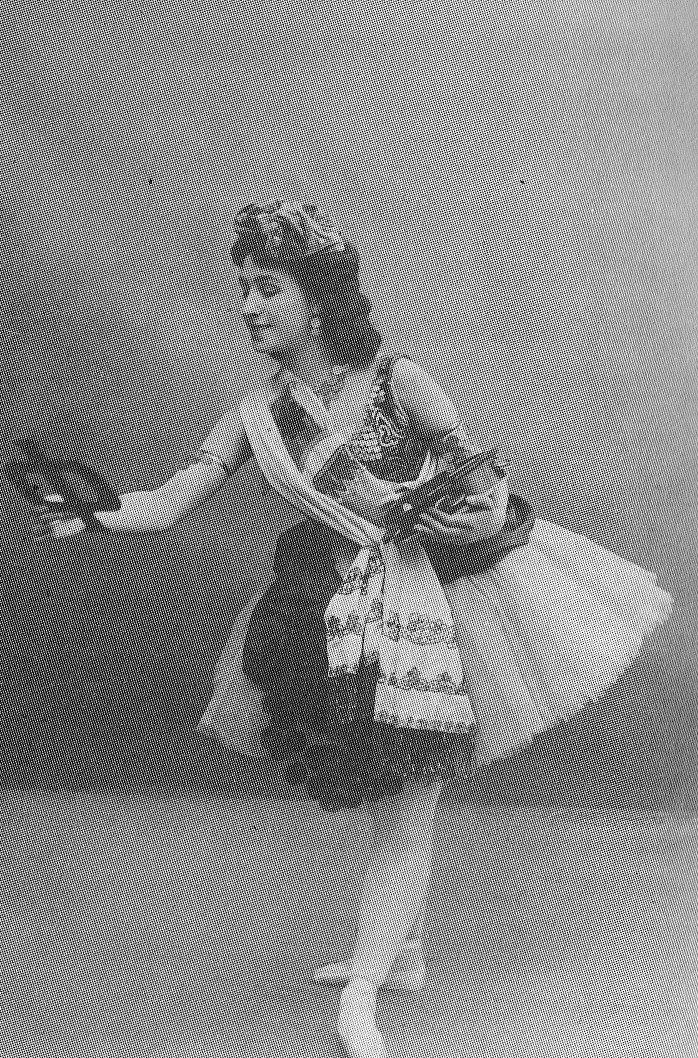
Matil'da Feliksovna Kšesinskaja ne La Esmeralda

La Esmeralda è un balletto in tre atti e cinque scene ispirato al romanzo Notre-Dame de Paris di Victor Hugo, in origine coreografato da Jules Perrot su musica di Cesare Pugni e disegni di William Grieve (scenario), D. Sloman (macchinista), Mme. Copére (costumi).
La prima rappresentazione si svolse a Londra, all'Hes Majesty's Theatre, il 9 marzo 1844 con Carlotta Grisi (Esmeralda), Jules Perrot (Pierre Gringoire), Arthur Saint-Léon (Febo), Adelaide Frassi  (Fiore di giglio), Antoine Louis Coulon (Quasimodo), Louis François Gosselin (Frollo), M.me Copére (Aloisa). 

## Trama
La bella ragazza gitana, Esmeralda, sposa il poeta Pierre Gringoire in un rito gitano per salvarlo da una morte certa per mano del capo zingaro: lo sposo è preso dalla sua nuova moglie, ma Esmeralda chiarisce che il matrimonio è puramente di convenienza. Tuttavia Gringoire non è l'unico ad aver occhi per la ragazza: l'arcidiacono corrotto, Claudio Frollo, nonostante la sua posizione nella Chiesa, ha per lei una pericolosa ossessione e ordina al suo scagnozzo deforme, Quasimodo, di rapirla. Quasimodo obbedisce per strada, ma sopraggiunge il bel capitan Phoebus a fermarlo e la giovane si innamora di lui, chiedendo però che Quasimodo sia risparmiato. Il gobbo è profondamente toccato dalla sua gentilezza e intanto Phoebus le dona una sciarpa ricevuta dalla sua fidanzata, Fleur de Lys.
Il giorno dopo Fleur de Lys e sua madre tengono una grande festa per il fidanzamento con Phoebus, che, tuttavia, è distratto dai pensieri per Esmeralda. Esmeralda arriva per ballare alla festa, ma il suo cuore si spezza quando scopre che il fidanzato di Fleur de Lys altri non è che il suo amato Phoebus. Fleur de Lys nota che Esmeralda indossa la sciarpa che lei ha donato a Phoebus e, rendendosi conto che lui si è innamorato di un'altra, arrabbiata, rompe il fidanzamento. Phoebus si allontana con Esmeralda. Soli in una locanda, i due si dichiarano amore l'un l'altra, ignari che anche Frollo è lì ad origliare: quest'ultimo, prendendo un pugnale dalla camera di Esmeralda, si intrufola dietro gli amanti e accoltella Phoebus, che stramazza a terra. Frollo chiama le autorità, mostra loro il corpo di Phoebus e il pugnale impiegato per aggredirlo, che viene riconosciuto essere quello di Esmeralda, e la povera ragazza viene portata via e condannata a morte.
All'alba del mattino seguente, la festa dei folli è in corso e Esmeralda sta per essere impiccata e i suoi amici e Gringoire sono tutti presenti per dirle addio mentre Frollo guarda trionfante. Tuttavia, proprio mentre Esmeralda viene condotta al patibolo, irrompe Phoebus, sopravvissuto e curato dall'accoltellamento, che la scagiona additando Frollo come vero colpevole. L'arcidiacono prende un pugnale, intenzionato a farla finita con loro, ma Quasimodo strappa l'arma al suo padrone e lo uccide. Esmeralda e Phoebius sono felicemente riuniti.

## Riprese importanti
- Jules Perrot per il Balletto imperiale. Teatro Imperiale Bol'šoj Kamennyj, San Pietroburgo, 2 gennaio 1849. Allestimento speciale per Fanny Elssler. Cesare Pugni rivisitò la partitura originale per questa produzione.

- Marius Petipa per il balletto Imperiale in quattro atti e cinque scene. Teatro Imperiale Mariinskij, San Pietroburgo, 17 dicembre 1886. Allestimento speciale per la ballerina Virginia Zucchi. Revisione musicale e aggiunte di pas fatte da Riccardo Drigo: la Danse bohème del primo atto; il Grand adage atto secondo, prima scena; la Danse pour quatre danseuses e una Grand coda per il Pas de six atto secondo, scena seconda.) Petipa aggiunse delle danze nel 1866 (un Pas de deux per la ballerina Claudina Cucchi che diventò noto come Pas Cucchi su musica di Pugni), 1871,  (un Pas de dix per la ballerina Evgenija Pavlovna Sokolova su musica di Julij Gerber) e nel 1872 (un Pas de cinq per la ballerina Adèle Grantzow su musica di compositore ignoto).

- Marius Petipa per il Balletto Imperiale in 4 atti e 5 scene. Teatro Imperiale, San Pietroburgo, 21 novembre 1899. Allestimento per la  Prima Ballerina Assoluta Matil'da Kšesinskaja. Petipa aggiunse un nuovo Pas d'action per Kšesinskaja sulla musica di Riccardo Drigo e Cesare Pugni divenuto noto come La Esmeralda Pas de Deux.

- Agrippina Vaganova per il balletto Kirov in 3 atti. Teatro Kirov dell'Opera e del Balleto, Leningrado, 3 aprile 1935. Rivisitazione speciale per la ballerina Tat'jana Večeslova. Vaganova aggiunse un "nuovo" Pas d'action per la ballerina Galina Ulanova e il ballerino Vakhtang Chabukiani, che rimaneggiò dal Pas de Diane del balletto di Petipa del 1868 Car' Kandavl (anche noto con il nome di Le Roi Candaule) su musica di Pugni e Drigo, noto oggi con il nome di Pas de Deux di Diana e Atteone.